# Лоша (Минская область)
Лоша — агрогородок в Узденском районе Минской области Белоруссии, в составе Слободского сельсовета. Население 113 человек (2009). До 2013 года был центром Лошанского сельсовета.

## География
Агрогородок находится в 14 км к юго-востоку от города Узда. Лоша стоит на берегу Лошанского водохранилища на одноимённой реке. Непосредственно к агрогородку примыкают деревни Костюки, Боровые и Кривели. Через Лошу проходит автодорога Р68 на участке Узда — Марьина Горка, прочие дороги ведут в окрестные деревни.

## История
Известно с XVII века как владение Головчинских. В XVIII веке через поселение прошёл тракт Узда — Шацк, Лоша получила статус местечка.
С 1793 года после второго раздела Речи Посполитой Лоша вошла в состав Российской империи, принадлежала Игуменскому уезду Минской губернии. В 1860-е годы в местечке было 48 дворов, церковь, синагога, школа.
В 1909 в Лоше было 70 дворов, жители занимались сплавным, портновским, сапожным, деревообрабатывающим ремеслом. С марта 1918 года входит в состав провозглашённой Белорусской народной республики, с 1919 года в составе БССР. После подписания Рижского мирного договора (1921) Лоша осталась в составе БССР.
На 1972 год здесь был 81 двор и 248 жителей. В советский период была утрачена историческая церковь

## Достопримечательности
- Остатки еврейского кладбища с могильными камнями